# 모마 PS1

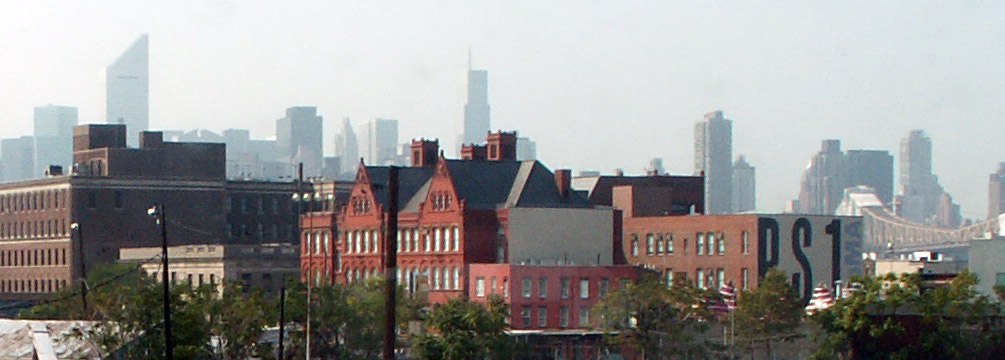
모마 PS1

모마 PS1(MoMA PS1)은 뉴욕 롱아일랜드시티에 위치한 현대 미술관이다. 예전이름은 P.S.1 현대미술센터(P.S.1 Contemporary Art Center)라는 이름이였다. 총 4층으로 이루어져 있으며, 수영장을 매개체로 의사소통을 표현하는 레오나르토 에를리히의 〈Swimming Pool〉을 비롯하여 여러 작가의 기획전이 열리고 있다.
P.S.1은 1971년 앨라나 헤이스(Alanna Heiss)가 Institute for Art and Urban Resources Inc.라는 이름으로 설립하였다.

## 참조
1. ↑  http://momaps1.org/about/ 보관됨 2012-11-23 - 웨이백 머신 "MoMA PS1 was founded in 1971 by Alanna Heiss as the Institute for Art and Urban Resources Inc."